# Hiroshima (Lied)
Hiroshima ist ein Lied der britischen Rockband Wishful Thinking aus dem Jahr 1970. 

## Entstehung und Veröffentlichung
Das Lied wurde von Dave Morgan getextet und komponiert. Für die Produktion zeichnete Lou Reizner verantwortlich.
Die Erstveröffentlichung von Hiroshima erfolgte als Single im September 1970 bei Global Records. Diese erschien als 7″-Single mit der B-Seite She Belongs to the Night (Katalognummer: 6004 991). Im Folgejahr erschien das Lied als Teil des gleichnamigen Studioalbums (Katalognummer: B&C CAS 1038). 1978 und 1985 wurde die Single neu, mit der B-Seite America, aufgelegt.

## Inhalt
Hiroshima handelt vom Atombombenabwurf auf Hiroshima am 6. August 1945.

## Chartplatzierungen
Das Lied stieg am 22. Mai 1978 auf Rang 16 der deutschen Singlecharts ein und erreichte seine beste Platzierung am 25. September 1978 mit Rang acht. Die Single konnte sich eine Woche in den Top 10 sowie 44 Wochen in den Charts platzieren, letztmals am 19. März 1979. 1978 belegte das Lied Rang neun der deutschen Single-Jahrescharts.
Für Wishful Thinking avancierte Hiroshima zum einzigen Charthit in Deutschland.
| ChartsChartplatzierungen | Höchstplatzierung | Wochen |
| ------------------------ | ----------------- | ------ |
| Deutschland (GfK)        | 8 (44 Wo.)        | 44     |

| ChartsJahrescharts (1978) | Platzierung |
| ------------------------- | ----------- |
| Deutschland (GfK)         | 9           |

## Coverversionen

### Sandra
Im Jahr 1989 nahm die deutsch-französische Popsängerin Sandra eine Coverversion von Hiroshima auf. Die Komposition sowie der Liedtext blieben unverändert, sodass David Morgan weiterhin alleiniger Urheber ist. Für die Produktion zeichnete Michael Cretu verantwortlich. Die Erstveröffentlichung des Covers erfolgte als Single am 29. Januar 1990 bei Virgin Records. Diese erschien zeitgleich als 7″-Single mit der B-Seite La vista de luna (Katalognummer: 113 015) sowie als 12″-Maxi-Single, die zwei Remixversionen und das Lied Heaven Can Wait (US-Remix) als B-Seiten enthält (Katalognummer: 613 015). Am 26. März 1990 erschien das Lied als Teil von Sandras vierten Studioalbum Paintings in Yellow, dessen erste Singleauskopplung es ist. Die Single avancierte zum Top-10-Hit in Deutschland und der Schweiz sowie zum Top-20-Hit in Frankreich.
| ChartsChartplatzierungen | Höchstplatzierung | Wochen |
| ------------------------ | ----------------- | ------ |
| Deutschland (GfK)        | 4 (20 Wo.)        | 20     |
| Frankreich (SNEP)        | 16 (14 Wo.)       | 14     |
| Schweiz (IFPI)           | 4 (16 Wo.)        | 16     |

| ChartsJahrescharts (1990) | Platzierung |
| ------------------------- | ----------- |
| Deutschland (GfK)         | 33          |
| Schweiz (IFPI)            | 29          |

### Weitere Coverversionen
- 1983: Puhdys (Album: Computer-Karriere)[9]